# کوه شهرک
شهرک یک کوه تخت در استان فارس در غرب شهرستان مرودشت با ارتفاع ۲۲۳۸ متر از سطح دریا است. شهرک ابرج در دامنه این کوه قرار دارد و رود کر نیز از نزدیکی آن می‌گذرد. به این کوه قلعه شهرک نیز می‌گویند. در کتب قدیمی نیز آن را «قلعه اشکنون» نامیده‌اند.
منطقه اطراف کوه شهرک از جنوب غربی تپه‌ای است، اما از شمال شرقی کوهستانی است. در پیرامون این کوه جمعیت بسیار متراکم است و تراکم آن ۶۰ نفر در هر کیلومتر مربع برآورد می‌شود. نزدیکترین شهر به این کوه رامجرد است که در ۱۲٫۶ کیلومتری جنوب شرقی آن قرار دارد.
این کوه جزو سه تخت گزین میباشد.
فردوسی درباره سه تخت گزین این چنین می‌گوید:               
کنام دلیران ایران زمین...گل است و گلاب و سه تخت گزین